# Гравій

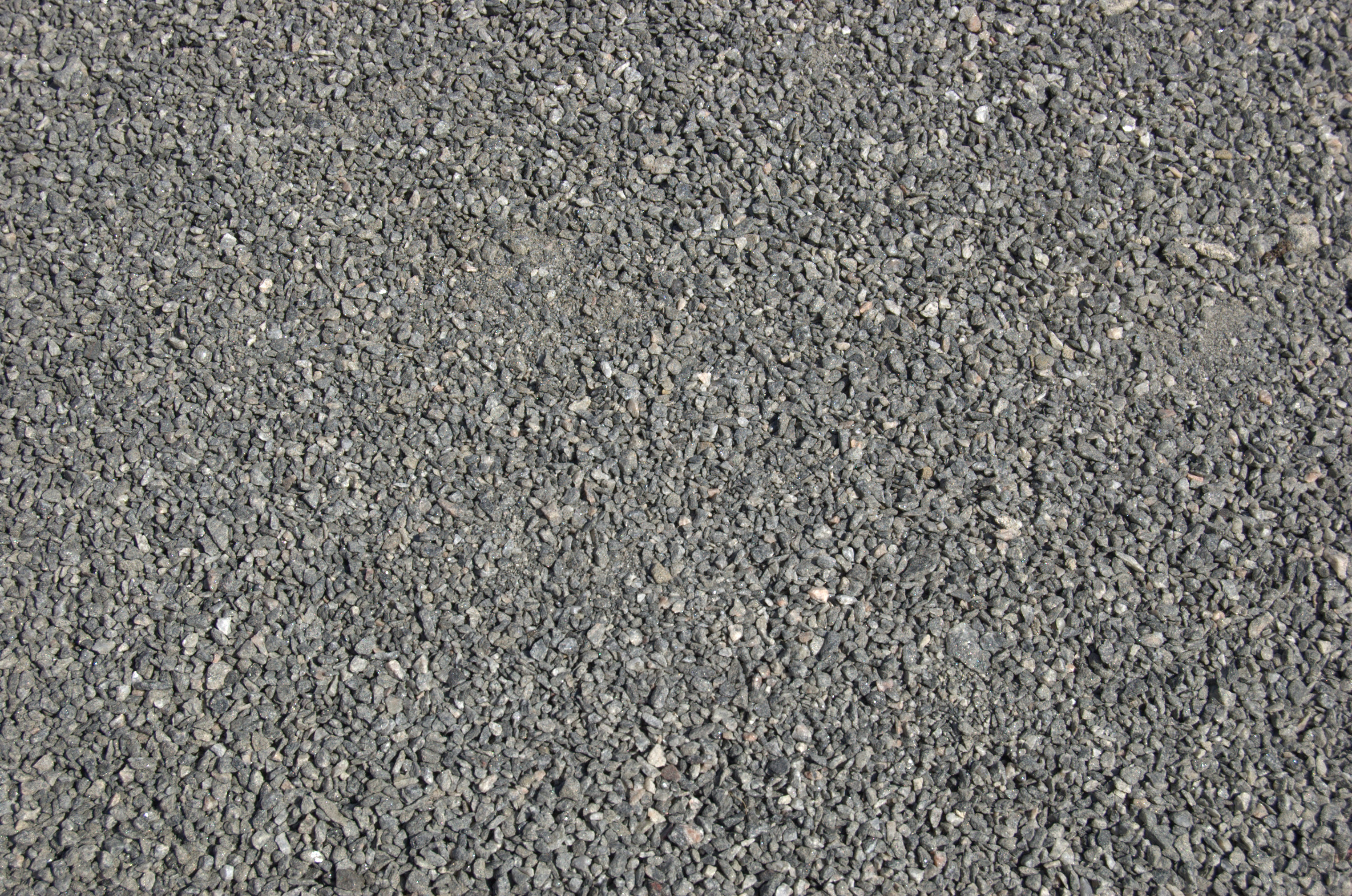
Гравій

Гра́вій (через рос. гравий від фр. gravier), також рінь (цим словом також називають гальку), жорства́ — незцементована осадова порода, яка складається з округлих уламків гірських порід і мінералів, розміром від 1 до 10 мм.

## Загальний опис
Розрізняють такі генетичні види гравію:
- річковий
- озерний
- морський
- льодовиковий
- штучний
  - керамзитовий — одержуваний з легкоплавкої глиняної сировини
  - зольний — з паливних відходів теплоелектростанцій

Використовують як будівельний матеріал, заповнювач для бетону. В гірничій справі виділяють гравій розміром 5-70 мм.
За розміром зерен, гравій поділяють на:
- дрібний (1-2,5 мм),
- середній (2,5-5 мм),
- великий (5-10 мм).

В гірничій справі і будівництві за крупністю зерен розрізняють такі фракції гравію (мм): 5-10, 10-20, 20-40, 40-70.
У великому масштабі гравій добувають в США, ФРН, Великій Британії, Росії та інших країнах.